# Dərvişli
Dərvişli è un comune dell'Azerbaigian situato nel distretto di Biləsuvar. Conta una popolazione di 1 374 abitanti.